# Во-Руйак
Во-Руйа́к (фр. Vaux-Rouillac) — коммуна во Франции, находится в регионе Пуату — Шаранта. Департамент — Шаранта. Входит в состав кантона Руйак. Округ коммуны — Коньяк.
Код INSEE коммуны — 16395.
Коммуна расположена приблизительно в 400 км к юго-западу от Парижа, в 100 км южнее Пуатье, в 23 км к северо-западу от Ангулема.

## Население
Население коммуны на 2008 год составляло 299 человек.
| 1962 | 1968 | 1975 | 1982 | 1990 | 1999 | 2008 |
| ---- | ---- | ---- | ---- | ---- | ---- | ---- |
| 342  | 342  | 343  | 330  | 321  | 297  | 299  |

## Администрация
| Период | Период | Фамилия        | Партия | Примечания |
| ------ | ------ | -------------- | ------ | ---------- |
| 1989   | 2008   | Мишель Дюмуссо |        |            |
| 2008   |        | Жан-Ги Шове    |        | фермер     |

## Экономика
В 2007 году среди 187 человек в трудоспособном возрасте (15—64 лет) 142 были экономически активными, 45 — неактивными (показатель активности — 75,9 %, в 1999 году было 73,1 %). Из 142 активных работали 138 человек (75 мужчин и 63 женщины), безработных было 4 (4 мужчины и 0 женщин). Среди 45 неактивных 9 человек были учениками или студентами, 26 — пенсионерами, 10 были неактивными по другим причинам.

## Фотогалерея

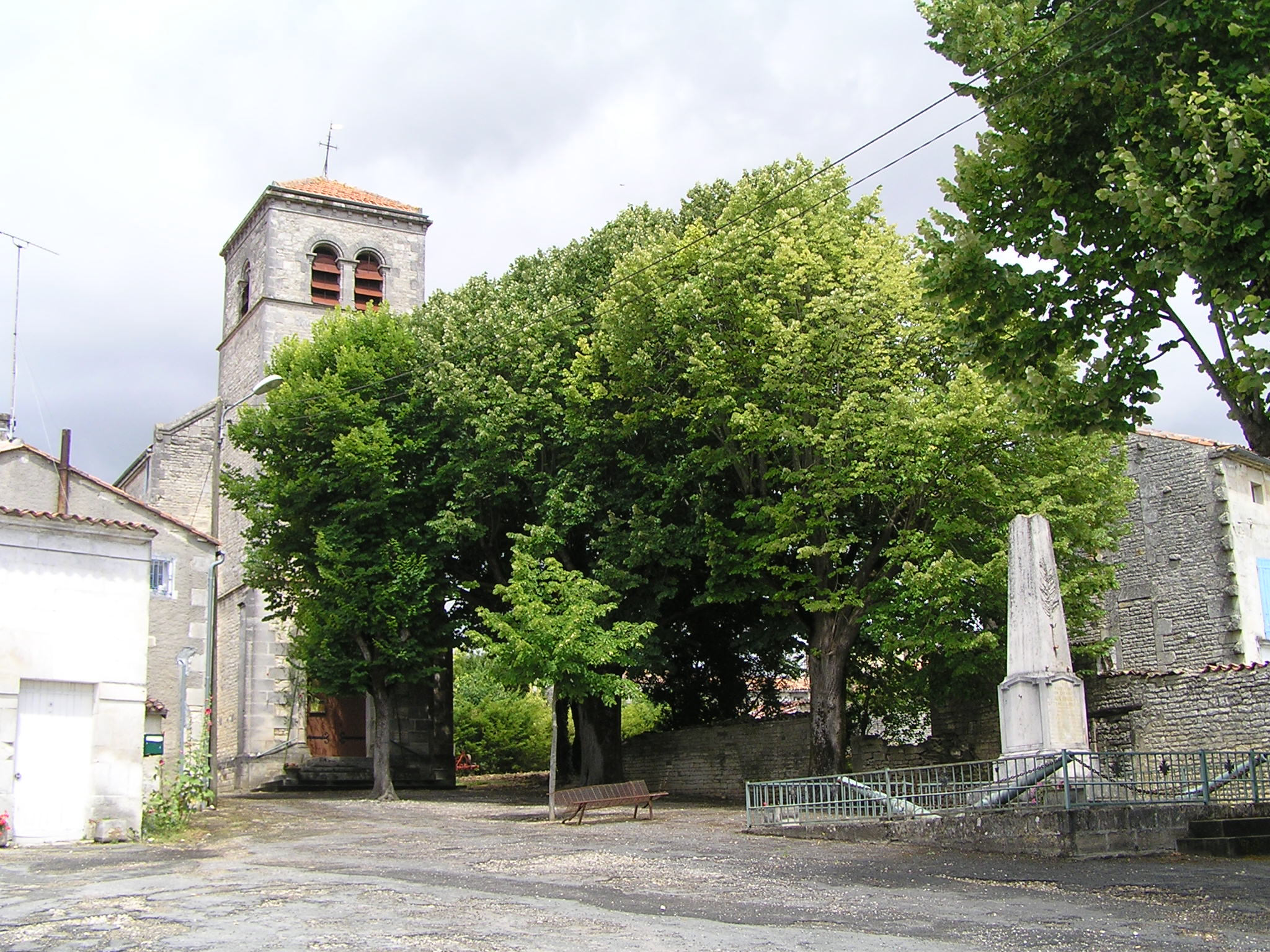
Церковь
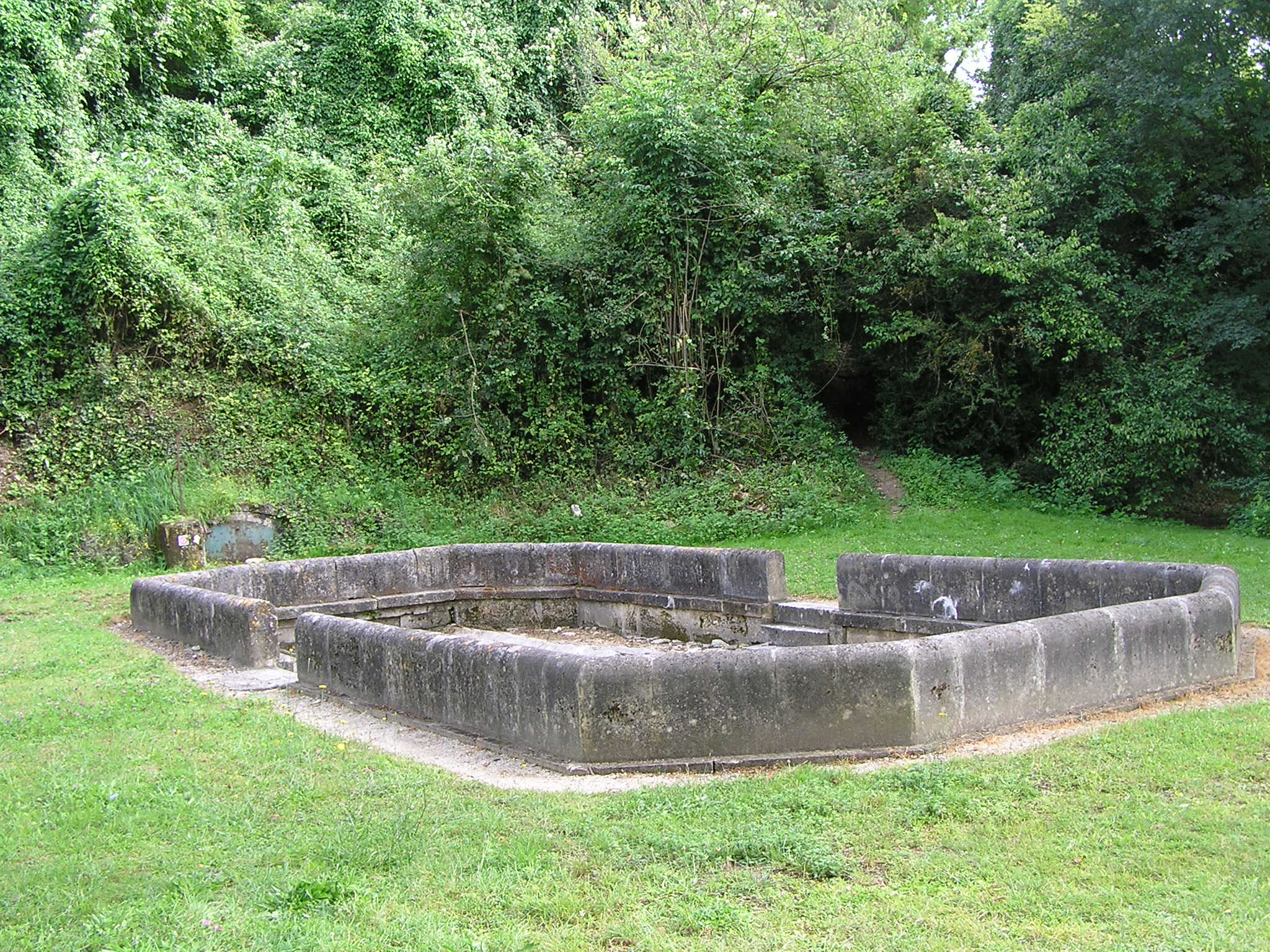
Общественная прачечная
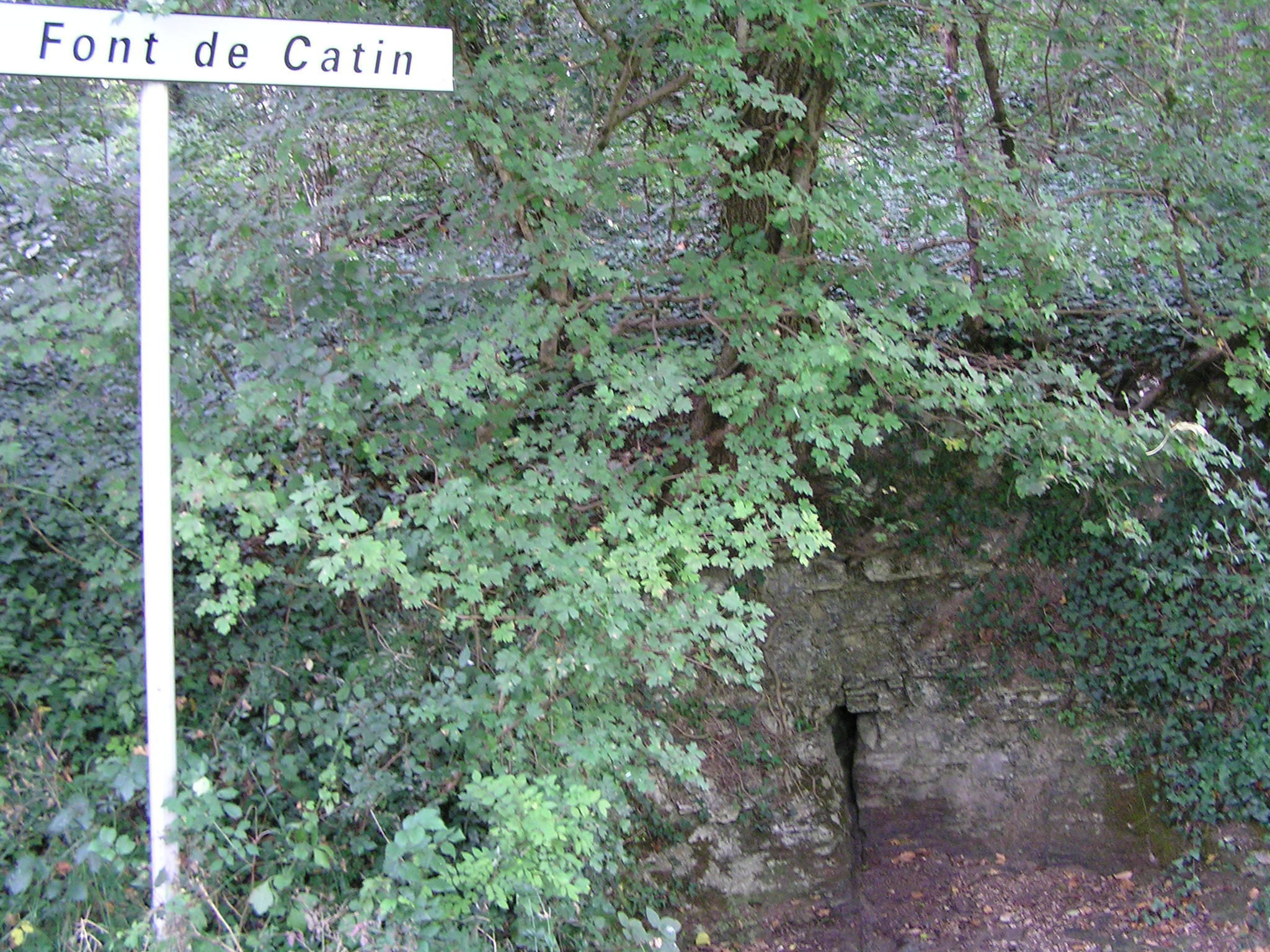
Родник